# Strider
Strider, in originale Strider Hiryū (ストライダー飛竜?) che significa Drago volante Strider, è un videogioco a piattaforme di combattimento fantascientifico prodotto dalla Capcom nel 1989 in formato arcade e presto convertito in numerosi formati diversi. Nello stesso anno uscì per i computer occidentali Amiga, Amstrad CPC, Atari ST, Commodore 64, MS-DOS e ZX Spectrum edito dalla U.S. Gold; successivamente uscì anche per Sega Master System, Sega Mega Drive, Sharp X68000 e TurboGrafx CD.
In precedenza era uscito il manga Strider Hiryu del gruppo di autori Moto Kikaku, edito da Kadokawa Shoten nel 1988, con lo stesso protagonista del videogioco, Strider Hiryu. Il gioco tuttavia non è un adattamento del manga; i concetti generali delle due opere vennero ideati insieme, su iniziativa della Capcom.

## Trama
Nella versione arcade, brevi intermezzi tra i livelli spiegano la trama. Nel 2048 il mondo è dominato da un oscuro Maestro che sembra avere al suo servizio anche una futuristica Unione Sovietica. L'eroe Strider Hiryu affronta le forze del Gran Maestro Meio fino ad arrivare a lui in persona. I primi due livelli sono ambientati nella Repubblica Socialista Sovietica Kazaka e in Siberia, i cui nomi sono mostrati esplicitamente, scritti in russo. Il protagonista si sposta poi sulla fortezza volante Ballog, in Amazzonia e infine sulla base spaziale Third Moon (terza luna).
Il manuale della conversione Sega Mega Drive dà un'introduzione più elaborata. A partire dal 1998, quando la Terra stava iniziando a riprendersi da una serie di cataclismi che l'avevano colpita duramente, nella regione di Kazafu (qui corrispondente al succitato Kazakistan), nell'Europa dell'Est, apparvero a un tratto delle luci misteriose. Tre giorni dopo l'avvistamento, creature che nessuno aveva mai visto iniziarono a invadere la capitale del Kazafu e a radere al suolo tutto ciò che incontravano, riducendo in schiavitù tutti coloro che rimanevano in vita. Ben presto tutti i continenti del pianeta furono ridotti nelle stesse condizioni.
Causa di tutto ciò fu un malvagio individuo noto come Grandmaster Meio, che da tempo immemore studiava la vita sulla Terra da una lontana nebulosa. Meio fece costruire una base spaziale, nota come Third Moon, fra la Terra e la Luna, che servisse alle sue truppe come postazione da cui procedere all'invasione e alla devastazione del mondo e a lui come centro di controllo.
Il gioco è ambientato nel 2048, quando ormai l'80% delle creature viventi sulla Terra era stato eliminato; da un'isola sperduta nei mari del sud, Moralos, parte l'eroe del gioco, Strider Hiryu, il più giovane tra tutti i guerrieri (gli Strider) allenati per riuscire a sconfiggere le armate di Meio e riportare la pace nel mondo.
Nei manuali delle versioni per computer si parla semplicemente di una lotta contro le forze dell'Armata Rossa del futuro. Gli intermezzi sono presenti nelle versioni a 16 bit.

## Modalità di gioco
Il gioco si svolge in cinque livelli bidimensionali con scorrimento in tutte le direzioni. Lo scopo di ciascuno è arrivare alla fine del percorso e sconfiggere il boss. I nemici sono generalmente di natura umana o robotica.
Il protagonista ha le abilità in stile ninja di fare capriole, scivolate, aggrapparsi a piattaforme e scalare pareti con un rampino. In dotazione ha un'arma da taglio simile a una spada (solo nel manuale per Mega Drive viene chiamata Falchion), che nel momento in cui si sferra un colpo genera una lama immateriale in grado di tagliare i metalli, visibile come un istantaneo semicerchio di luce. Oltre che di più vite, si dispone di una barra dell'energia che permette di sopportare più colpi avversari.
Strider è in grado, raccogliendo certi power-up, di evocare dei pod nella forma di piccoli robot fluttuanti, in grado di orbitare intorno a lui e di sparare dei proiettili a ricerca. Raccogliendo due robot è possibile ottenere un terzo tipo di pod, una pantera robotica, ottenibile soltanto quando sono già state raccolte due icone per i robot e se ne raccoglie una terza; a quel punto i due piccoli robot scompaiono e la pantera apparirà. La pantera segue Strider e attacca automaticamente ogni nemico gli si pari davanti, con l'inconveniente che se Strider dovesse essere ferito la pantera verrebbe automaticamente persa. Esiste anche un quarto pod, un falco robotico che volteggia sopra Strider e distrugge ogni nemico con cui entra in contatto; esso sparisce automaticamente dopo circa una dozzina di secondi.
Esistono anche altri tipi di bonus: l'ideogramma Hi (飛, volare) rigenera una unità di energia, l'ideogramma Ryu (竜, drago) aumenta le dimensioni della barra di energia (da tre unità a un massimo di cinque) e gli ideogrammi HiRyu (飛竜, drago volante) restituiscono tutta l'energia persa. Ci sono poi bonus che raddoppiano le dimensioni dell'arma di Hiryu, che danno una vita aggiuntiva, che donano una temporanea invincibilità e che danno punti.

## Livelli
Le ambientazioni dei livelli sono le seguenti (nomi dei boss tratti dal manuale Mega Drive).
- Kazakistan: ispirato all'iconografia dell'Unione Sovietica, vi è abbondanza di stemmi simili a stelle rosse leggermente modificate, cupole orientali e soldati simili a una versione futuristica di quelli dell'Armata Rossa. Il boss sono membri di un soviet che balzano dai loro seggi per formare un serpentone meccanico, Ouroboros (nome ispirato al serpente mitologico uroboro), armato di falce e martello.
- Siberia: una base nelle gelide terre siberiane infestate da lupi. Si prosegue su una suggestiva ma mortale struttura di pali elettrici illuminati solo dalle proprie scariche e ci si aggrappa su un mezzo volante su cui si dovrà affrontare un trio di esperte cinesi di arti marziali.
- Ballog: questa fortezza volante è piena di cannoni, soldati e robot. Una volta superati tutti gli ostacoli bisognerà distruggere il congegno antigravitazionale che tiene in aria la base, evitare di rimanere coinvolti nelle esplosioni ed eliminare il capitano Beard (un vero e proprio pirata).
- Foresta amazzonica: nella giungla profonda, tra amazzoni e dinosauri. Al termine ci attende Lago, il tirannosauro robotico.
- Third Moon: la base spaziale di Grandmaster Meio, con zone a gravità invertita e in cui bisogna riaffrontare molti nemici già eliminati (tipico dei giochi Capcom del periodo).

Nelle scene d'intermezzo (versione arcade) ogni personaggio parla la propria lingua, così si possono udire stralci di parlato in russo, cinese, giapponese, inglese e nel linguaggio inventato delle amazzoni. Grandmaster Meio parla inglese.

## Colonna sonora
I temi musicali della versione arcade sono stati elaborati da Junko Tamiya e Harumi Fujita.

## Conversioni
Le conversioni per computer del gioco pubblicate dalla U.S. Gold e realizzate dalla Tiertex ottennero recensioni molto buone dalle riviste (meno buone per le versioni a 8 bit), e sulla scatola del gioco è infatti possibile vedere stampati alcuni riconoscimenti avuti. In seguito, la Tiertex realizzò una versione del gioco per Sega Master System, che è una conversione della versione che realizzarono per Amiga, con in più lo scontro finale con Grandmaster Meio che era invece assente in quella versione.
Lo Strider uscito nel 1989 per NES presenta molte differenze sostanziali e si può ritenere un gioco a parte.
Una conversione fedele per PlayStation fu inclusa solo molti anni dopo in allegato a Strider 2 (1999).
Altra emulazione per piattaforme più recenti apparve in Capcom Classics Collection (2006).
Il gioco è preinstallato nel doppio arcade stick Capcom Home Arcade (2019).
È disponibile anche nella raccolta Capcom Arcade Stadium (2021).

## Serie
- Strider (1989), Capcom, opera prima, per sistemi arcade CPS1, seguirono svariate conversioni.
- Strider (1989), Capcom USA, esclusivo per NES[7]
- Strider 2 (1999), Capcom, in formato arcade per Capcom-Sony ZN-2 e PlayStation. Il gioco fu realizzato con una fusione di grafica 2D per gli sprite dei personaggi e grafica 3D poligonale per sfondi e elementi delle ambientazioni.
- Strider (2014), sviluppato da Double Helix Games e pubblicato da Capcom, gioco con grafica 2.5D. Pubblicato su PS3, PS4, Xbox 360, Xbox One e PC, fruibile anche su Xbox Series, PS5 e Steam Deck

Strider Hiryu è inoltre uno dei personaggi giocabili nella serie Marvel vs. Capcom, nei videogiochi crossover Namco × Capcom, Project X Zone 2, Teppen; in alcuni di questi giochi qualche personaggio della serie fa da supporto, come Ton Pooh o dei cameo come il Granmaestro Meio, Solo, Hien.
Retcon: Nella serie Street Fighter è presente il 38# Granmaestro ninja Zeku; vari riferimenti nella storia, le mosse in gioco, nell'estetica del costume di battaglia da giovane, lo indicano come un precursore di Hiryu, fondatore del Global Ninja Corps che in un futuro remoto dopo varie iterazioni accoglierà Hiryu. Uno dei titoli profilo sbloccabile di Zeku in Street Fighter V è "Strider Originale".

### Titoli correlati
Strider II (Strider Returns: Journey from Darkness 1990), illegittimo, sviluppato da Tiertex e pubblicato dalla U.S. Gold, compagnia che aveva acquistato i diritti solo per la conversione di Strider.
Cannon Dancer  (OSman in USA, 1996) Arcade, illegittimo, a tema arabo neon-cyberpunk sviluppato da Kouichi Yotsui del team originale, pubblicato da Mitchell Corporation.
Cannon Dancer – OSman (2023) è un porting del gioco originale con aggiunta delle funzioni da retrogame, è stato pubblicato da ININ Games il 13 aprile 2023 per varie console e PC.
Moon Diver (Necromachina, 2011), un successore spirituale, quattro ninja futuristici, sviluppato da Kouichi Yotsui.